# Adoro te devote
Adoro te devote ist einer von fünf Hymnen, die anlässlich der Einführung des Hochfestes Fronleichnam (Sollemnitas Sanctissimi Corporis et Sanguinis Christi) 1264 durch Papst Urban IV. von dem Kirchenlehrer Thomas von Aquin verfasst wurden. Der Hymnus ist seit Pius V. (1570) Bestandteil des Missale Romanum.
Die römisch-katholische Kirche lehrt, dass unter den Gestalten von Brot und Wein, die in der Heiligen Messe konsekriert werden, Christus wahrhaft und dauerhaft gegenwärtig ist (Realpräsenz und Transsubstantiation). In dem sieben Strophen umfassenden Hymnus Adoro te devote beschreibt der hl. Thomas von Aquin, wie man sich diesem Mysterium geistig nähern kann.

## Text und deutsche Übersetzungen
| Latein | Übersetzung | Übertragung im Schott-Messbuch von 1921 |
| --- | --- | --- |
| Adoro te devote, latens Deitas, Quae sub his figuris vere latitas Tibi se cor meum totum subiicit, Quia te contemplans totum deficit. | Demütig bete ich dich, verborgene Gottheit, an, die du in diesen Gestalten wahrhaft dich verbirgst; dir unterwirft sich ganz mein Herz, weil es dich betrachtend ganz versagt.                               | In Demut bet’ ich dich, verborgene Gottheit, an, Die du den Schleier hier des Brotes umgetan. Mein Herz, das ganz in dich anschauend sich versenkt, Sei ganz dir untertan, sei ganz dir hingeschenkt.             |
| Visus, tactus, gustus in te fallitur, Sed auditu solo tuto creditur. Credo quidquid dixit Dei Filius: Nil hoc verbo Veritatis verius. | Sehen, Tasten, Schmecken täuschen sich in dir, aber durch das Hören allein kommt der Glaube. Ich glaube, was immer Gottes Sohn gesagt hat, nichts ist wahrer als dieses Wort der Wahrheit.                   | Gesicht, Gefühl, Geschmack betrügen sich in dir, Doch das Gehör verleiht den sicheren Glauben mir, Was Gottes Sohn gesagt, das glaub’ ich hier allein, Es ist der Wahrheit Wort, und was kann wahrer sein?        |
| In cruce latebat sola Deitas, At hic latet simul et humanitas; Ambo tamen credens atque confitens, Peto quod petivit latro paenitens. | Im Kreuz war nur die Gottheit verborgen, aber hier ist zugleich auch die Menschheit verborgen. Indem ich beides glaube und bekenne, bitte ich darum, worum voll Reue der Schächer bat.                       | Am Kreuzesstamme war die Gottheit nur verhüllt, Hier hüllt die Menschheit auch sich gnädig in ein Bild. Doch beide glaubt mein Herz, und sie bekennt mein Mund, Wie einst der Schächer tat in seiner Todesstund’. |
| Plagas, sicut Thomas, non intueor; Deum tamen meum te confiteor. Fac me tibi semper magis credere, In te spem habere, te diligere.    | Ich sehe nicht die Wunden wie Thomas; und doch bekenne ich, dass du mein Gott bist. Mach, dass ich immer mehr an dich glaube, Hoffnung auf dich setze und dich liebe!                                        | Die Wunden seh’ ich nicht, wie Thomas einst sie sah, Doch ruf’ ich: Herr, mein Gott, du bist wahrhaftig da! O gib, daß immer mehr mein Glaub’ lebendig sei, Mach meine Hoffnung fest, mach meine Liebe treu.      |
| O memoriale mortis Domini! Panis vivus, vitam praestans homini! Praesta meae menti de te vivere Et te illi semper dulce sapere.       | O Gedenkzeichen für den Tod des Herrn, lebendiges Brot, das dem Menschen Leben gibt! Mach, dass mein Sinn von dir lebt und dass du ihm immer süß schmeckst!                                                  | O Denkmal meines Herrn an seinen bittern Tod, O lebenspendendes und selbst lebend’ges Brot! Gib, daß von dir allein sich meine Seele nährt Und deine Süßigkeit stets kräftiger erfährt.                           |
| Pie pellicane, Iesu Domine, Me immundum munda tuo sanguine. Cuius una stilla salvum facere Totum mundum quit ab omni scelere.         | O treuer Pelikan, Jesus mein Herr! Mach mich Unreinen rein durch dein Blut! Ein Tropfen davon kann die ganze Welt von allem Verbrechen heil machen.                                                          | O guter Pelikan, o Jesus, höchstes Gut! Wasch’ rein mein unrein Herz mit deinem teuren Blut. Ein einz’ger Tropfen schafft die ganze Erde neu, Wäscht alle Sünder rein, stellt alle schuldenfrei.                  |
| Iesu, quem velatum nunc aspicio, Oro fiat illud quod tam sitio; Ut te revelata cernens facie Visu sim beatus tuae gloriae.            | Jesus, den ich nun verhüllt erblicke, ich bitte dich, mach, dass das geschieht, wonach ich so dürste: Dass ich, wenn ich dich mit unverhülltem Antlitz erblicke, in der Schau deiner Herrlichkeit selig sei! | O Jesu, den verhüllt jetzt nur mein Auge sieht; Wann stillst das Sehnen du, das in der Brust mir glüht: Daß ich enthüllet dich anschau’ von Angesicht Und ewig selig sei in deiner Glorie Licht. Amen.            |

## Analyse
Von der in der ersten Strophe noch im Allgemeinen tief verborgenen Gottheit führt Thomas von Aquin gemäß aristotelischer Deduktion zum Besonderen in der siebten Strophe, in der Jesus Christus als die tiefverborgene Gottheit erkannt wird.
Das Bild des Pelikans in der sechsten Strophe bezieht sich auf einen Mythos, demzufolge der Pelikan sich die Brust aufreißt und die Jungen mit seinem eigenen Blut nährt.
Papst Johannes Paul II. rief das 27. und letzte Jahr seines Pontifikates als „Jahr der Eucharistie“ aus. Seine Weihnachtspredigt 2004 widmete er dem Thema Adoro te devote und selbst auf der im Internet veröffentlichten Weihnachtskarte (vgl. Weblinks) schrieb er in zittriger Schrift: „Adoro te devote […] In Nativitate Domini 2004“.
Eine sehr wahrscheinliche Konjektur des ersten Verspaares schlägt R. Wielcocks vor: Te laudo deuote, latens ueritas, / Te que[ =quæ] sub his formis uere latitas; vgl. Robert Wielockx, Adoro te deuote. Zur Lösung einer alten crux, in: Annales theologici 21 (2007) 101–138.
Die heute bekannteste Übersetzung Gottheit tief verborgen, betend nah ich dir (Gotteslob Nr. 497) stammt von der Nonne Sr. M. Petronia Steiner OP (1908–1995) und entstand 1951. Es handelt sich um eine Kontrafaktur des lateinischen Hymnus.

## Rezeption in der Musik
| - Charles Gounod (1818–1893), Chorsatz - Léon Boëllmann (1862–1897), Deux versets de procession sur Adoro te für Orgel - Alexandre Guilmant (1837–1911), Fuge für Orgel - Stanislaus Aenstood (1843–1903), Chorsatz | - Olivier Messiaen (1908–1992), Livre du Saint Sacrement (1., 3. und 12. Satz) - Heinrich Barthelmes (1909–1985), Chorsatz - Gaston Litaize (1909–1991), Chorsatz - Ludger Stühlmeyer (* 1961), Gesang-Solo, Flöte und Orgel |